# Operation Winterzauber
Die Operation Winterzauber war eine Aktion im Rahmen der vorgeblichen Partisanenbekämpfung, ein Teil des nationalsozialistischen Rassenkriegs, die während des Deutsch-Sowjetischen Krieges zwischen Februar und April 1943 im Norden von Belarus und dem Westen Russlands von baltischen und ukrainischen Kollaborateuren durchgeführt wurde. Die Operation wird heute als ein Verbrechen gegen die Menschlichkeit eingestuft.

## Ziele und Beteiligte
Das Ziel der Operation war die Schaffung eines 40 Kilometer breiten „bevölkerungsfreien“ Streifens zwischen Sebesch im Norden und dem Fluss Drissa im Süden – erreicht durch Massenmorde. Diese Pufferzone sollte die Partisanen ihrer Stützpunkte berauben. Ein Zentrum der Aktion lag bei der Stadt Asweja. Die Leitung der Operation oblag dem SS-Obergruppenführer und SS- und Polizeiführer im Reichskommissariat Ostland Friedrich Jeckeln. An der Operation waren ursprünglich sieben lettische und ein ukrainisches Polizeibataillon(e), eine SS-Polizeirotte, Luftabwehr- und Artillerieeinheiten der Wehrmacht, zwei Kommunikationsabteilungen sowie eine Luftstaffel für Sondereinsätze beteiligt. Die lettischen Verbände wurden vom Standartenführer der Waffen-SS Voldemārs Veiss befehligt. Im Verlauf der Operation kamen weitere Verbände hinzu: ein lettisches Polizeiregiment, ein litauisches und ein estnisches Polizeibataillon sowie zwei deutsche Einsatzkommandos. Die Gesamtzahl der auf deutscher Seite an der Operation beteiligten Kräfte belief sich auf ca. 4200 Mann.

## Verlauf und Opfer
Die an der Operation Winterzauber beteiligten Einheiten marschierten in Dörfer ein und erschossen sowohl alle, die der Zusammenarbeit mit den Partisanen verdächtigt werden konnten (praktisch alle männlichen Einwohner im Alter zwischen 16 und 50 Jahren), als auch Greise und Behinderte, die einen langen Fußmarsch nicht bewältigen konnten. Die restlichen Einwohner, überwiegend Frauen und Kinder, wurden zu Fuß zu Auffanglagern getrieben. Diejenigen, die unterwegs die Kräfte verließen, wurden erschossen. In den Auffanglagern wurden Menschen sortiert und teilweise zur Zwangsarbeit nach Deutschland, teilweise in Todeslager wie Salaspils bei Riga geschickt.
In manchen Dörfern wurden Einwohner in Häusern und Scheunen lebendig verbrannt. Zwei katholische Priester, die im nordbelarussischen Dorf Rossiza so ums Leben kamen, wurden 1999 vom Papst Johannes Paul II. seliggesprochen. Allein im Bezirk Asweja der Oblast Witebsk wurden 183 Dörfer niedergebrannt und 11.383 Menschen (darunter 2.118 Kinder) umgebracht. 14.175 Einwohner wurden entweder ins Deutsche Reich oder ins Lager Salaspils verschleppt.

## Gedenken
In Belarus werden in regelmäßigen Abständen Gedenkveranstaltungen an die Opfer der Operation organisiert, zum Beispiel am Kurgan der Unsterblichkeit in Asweja. Der belarussische Geschichtsprofessor Ales Bely beklagte, dass es keine Vertreter Lettlands bei diesen Veranstaltungen gibt, die damit zeigen könnten, dass sie die Opfers dieses Terrors und nicht deren Täter unterstützen.
Die Nationale Gedenkstätte der Republik Belarus erinnert heute an über 600 „verbrannte Dörfer“ und die Opfer aus über 5000 Dörfern.